# Alchemilla lucida
Alchemilla lucida är en rosväxtart som beskrevs av Robert Buser. Alchemilla lucida ingår i släktet daggkåpor, och familjen rosväxter. Inga underarter finns listade i Catalogue of Life.